# Lophyohylinae
Sous-famille
Les Lophyohylinae sont une sous-famille d'amphibiens anoures de la famille des Hylidae.

## Liste des genres
Selon Amphibian Species of the World (9 juin 2017) :
- genre Aparasphenodon Miranda-Ribeiro, 1920
- genre Argenteohyla Trueb, 1970
- genre Corythomantis Boulenger, 1896
- genre Dryaderces Jungfer, Faivovich, Padial, Castroviejo-Fisher, Lyra, Berneck, Iglesias, Kok, MacCulloch, Rodrigues, Verdade, Torres-Gastello, Chaparro, Valdujo, Reichle, Moravec, Gvoždík, Gagliardi-Urrutia, Ernst, De la Riva, Means, Lima, Señaris, Wheeler, & Haddad, 2013
- genre Itapotihyla Faivovich, Haddad, Garcia, Frost, Campbell, & Wheeler, 2005
- genre Nyctimantis Boulenger, 1882
- genre Osteocephalus Steindachner, 1862
- genre Osteopilus Fitzinger, 1843
- genre Phyllodytes Wagler, 1830
- genre Phytotriades Jowers, Downieb, & Cohen, 2009
- genre Tepuihyla Ayarzagüena, Señaris, & Gorzula, 1993
- genre Trachycephalus Tschudi, 1838